# Dendroleon regius
Dendroleon regius är en insektsart som först beskrevs av Navás 1914.  Dendroleon regius ingår i släktet Dendroleon och familjen myrlejonsländor. Inga underarter finns listade i Catalogue of Life.